# Трамп, Тиффани
Тиффани Ариана Трамп (англ. Tiffany Ariana Trump; род. 13 октября 1993) — американская модель и певица, социолог. Дочь Дональда Трампа. Ассистент по правовым исследованиям в Центре права Джорджтаунского университета.

## Биография
Единственная дочь Дональда Трампа от его второй жены, актрисы и телеведущей Марлы Мейплз, на которой он женился в декабре 1993 года.
Тиффани родилась 13 октября 1993 года в медицинском центре Сент-Мэри в Вест-Палм-Бич, штат Флорида, за два месяца до женитьбы её родителей.
Родители назвали её в честь ювелирной компании «Tiffany & Co». Она воспитывалась матерью в Калифорнии. В 2012 году окончила школу (Viewpoint School) в Калабасасе. 
Тиффани имеет трех старших единокровных братьев и сестер, Дональда-младшего, Иванку и Эрика, от первой жены Дональда Трампа, Иваны, и младшего единокровного брата, Бэррона, от третьей жены Трампа, Мелании.
До 2016 года изучала социологию и урбанистику в Пенсильванском университете. С 2017 по 2020 год проходила обучение в Школе права при Джорджтаунском университете в Вашингтоне.
В 2014 году, во время учёбы в университете, выпустила музыкальный сингл «Like a Bird». Работала стажёром в журнале «Vogue» и была моделью на показе мод Эндрю Уоррена во время Недели моды в Нью-Йорке в 2016 году.
Была одним из спикеров Национального съезда Республиканской партии в 2016 году. Активно агитировала за своего отца на президентских выборах.
В 2020 году Тиффани вновь выступила на Национальном съезде Республиканской партии. Она также поддержала Дональда Трампа, выступая на митингах в рамках его предвыборной кампании.
После окончания Школы права Тиффани осталась в университете и в настоящее время является научным сотрудником профессора Шона Хопвуда.

## Личная жизнь
В период с 2015 по 2018 год Тиффани состояла в отношениях с сокурсником по Пенсильванскому университету Россом Механиком.
Летом 2018 года, находясь на отдыхе в Греции с актрисой Линдси Лохан, Тиффани познакомилась с бизнесменом Майклом Булосом (род. 27 августа 1997), сыном ливанско-американского миллиардера Массада Булоса, чья семья владеет компаниями «Boulos Enterprises» и «SCOA Nigeria» в Нигерии. Начиная с 2018 года, Тиффани находится в отношениях с Булосом. 
В январе 2021 года она объявила о помолвке.
13 ноября 2022 года Тиффани вышла замуж за Майкла Булоса. 15 мая 2025 года родила сына.
Активна в «Instagram», где имеет 1,3 млн подписчиков (по состоянию на 26.09.2024).